# East Haddon
East Haddon är en ort och civil parish i Storbritannien.   Den ligger i grevskapet Northamptonshire i riksdelen England, i den södra delen av landet, 110 km nordväst om huvudstaden London. East Haddon ligger 164 meter över havet och antalet invånare är 651.
Terrängen runt East Haddon är huvudsakligen platt. East Haddon ligger uppe på en höjd. Runt East Haddon är det mycket tätbefolkat, med 2 345 invånare per kvadratkilometer. Närmaste större samhälle är Northampton, 11,4 km sydost om East Haddon. Trakten runt East Haddon består till största delen av jordbruksmark.